# Rivière Roquetaillade
Rivière Roquetaillade är ett vattendrag i Kanada.   Det ligger i provinsen Québec, i den sydöstra delen av landet, 300 km norr om huvudstaden Ottawa.
Trakten runt Rivière Roquetaillade är nära nog obefolkad, med mindre än två invånare per kvadratkilometer.